# Jüdische Friedhöfe in Speyer
Es sind drei jüdische Friedhöfe in der kreisfreien Stadt Speyer in Rheinland-Pfalz dokumentiert: der nicht mehr existierende Mittelalterliche Friedhof, der nicht mehr existierende Friedhof St. Klara und der sogenannte Neue Friedhof, der eine Abteilung des Friedhofs Speyer ist.

## Mittelalterlicher Friedhof
Der aus dem Mittelalter stammende Friedhof der jüdischen Gemeinde Speyer lag im ersten bekannten Judenviertel Speyers. Dieses lag außerhalb der damaligen Stadt Speyer im Dorf Altspeyer (später Vorstadt Altspeyer) und wurde 1084, als der Bischof Rüdiger Huzmann eine große Zahl von Juden aufnahm, besiedelt, wobei hier möglicherweise bereits zuvor Juden lebten. 1084 wurde das Viertel auch ummauert. Der Friedhof dieses Viertels, auf welchem vermutlich vom 11./12. bis ins 17. Jahrhundert Juden bestattet wurden, lag unmittelbar an der westlichen Mauer der Vorstadt. Auf einem Stadtplan von 1525 erstreckte er sich vom Turm zur Tanne im Süden (heute etwa die Ecke Bahnhofstraße und Prinz-Luitpold-Straße) bis zum Turm zur Erle im Norden (heute etwa Ecke Bahnhofstraße und Schubertstraße) bis etwa an die heutige Richard-Wagner-Straße im Osten. Infolge der Pogrome 1349 wurde der Friedhof umgepflügt, aber schließlich 1358 einzelnen Juden in Erbpacht gegeben. Nach der Vertreibung der Juden 1405 ging das Areal in den Besitz eines Christen über, bevor es 1429 den Juden zurückgegeben wurde. Im Jahre 1435 ging das Gelände nach der Vertreibung der Juden in städtischen Besitz über und wurde an Christen verpachtet. Auf dem Areal wurde schließlich im 18. Jahrhundert der Elendsherbergsacker angelegt.
Nach der Auflösung des Friedhofs wurden die Grabsteine als Baumaterial verwendet, weshalb unter anderem bei Abbrucharbeiten im 19. und 20. Jahrhundert (z. B. Abbruch der alten Salzturmbrücke) jüdische Grabsteine aus dem 12. bis 14. Jahrhundert gefunden wurden. Diese lagerten lange Jahre im Depot des Historischen Museums der Pfalz in Speyer, welches sie nur für Ausstellungen verließen, und wurden schließlich im Museum SchPIRA ausgestellt.

## Friedhof St. Klara

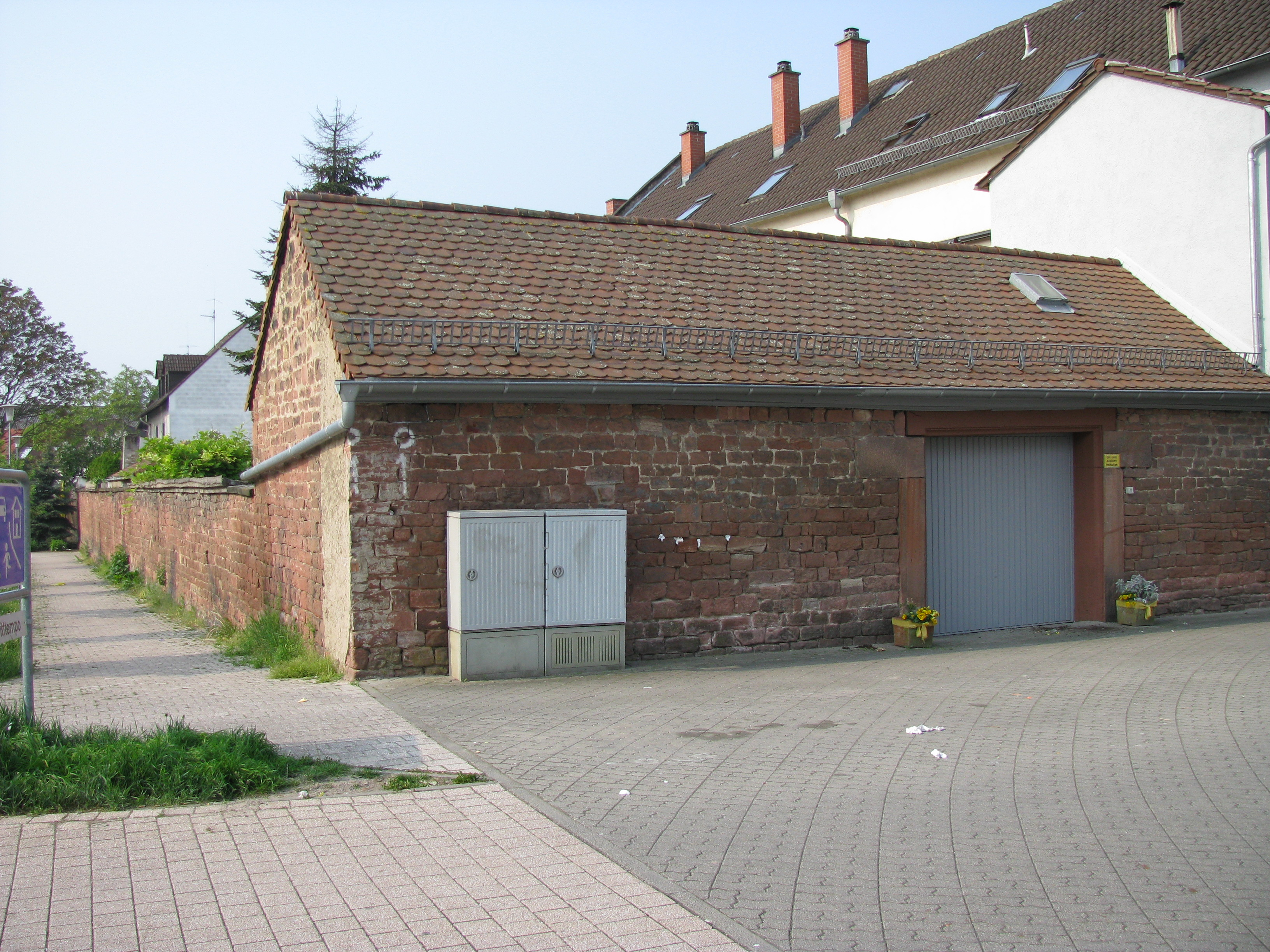
Ehem. Totenhalle und Ostmauer des früheren Jüdischen Friedhofes in der damaligen Vorstadt Altspeyer

Der Friedhof am St.-Klara-Kloster-Weg wurde nach der Wiederansiedlung von Juden während der französischen Herrschaft über Speyer am Anfang des 18. Jahrhunderts angelegt. Im Jahr 1888 gab die Jüdische Gemeinde den Friedhof auf, da er vollständig belegt war und es offenbar keine Möglichkeit gab diesen zu erweitern. Im Gegenzug erhielten die Juden die Erlaubnis auf einem Areal des Neuen Friedhofs ihre Toten zu begraben. Heute erinnern nur noch die erhaltene Totenhalle (heute Garage) und die ebenfalls erhaltene Ostmauer an der Straße Am Nonnengarten an den Friedhof. Grabsteine haben sich nicht erhalten.

## Neuer Friedhof

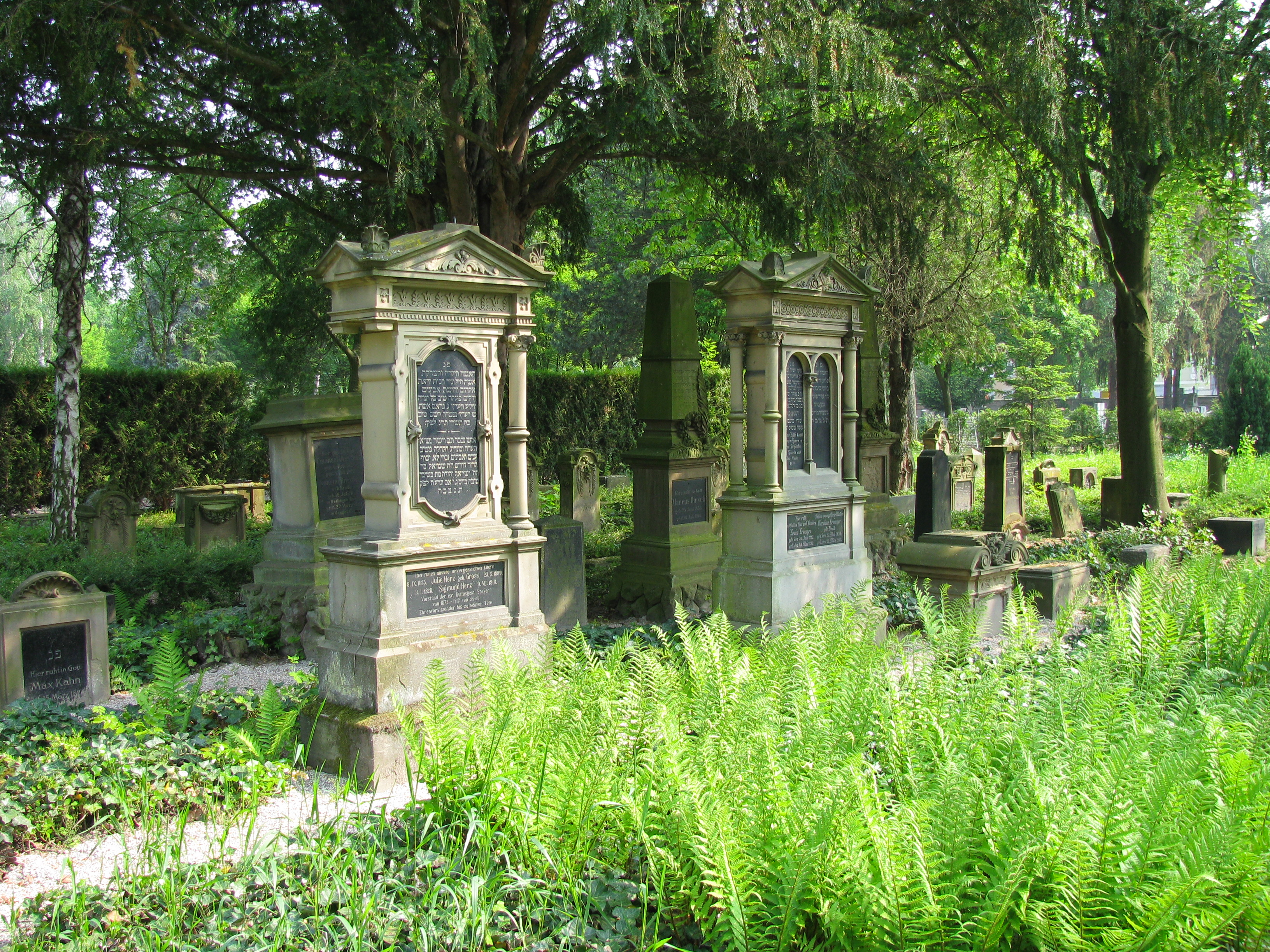
Jüdischer Friedhof Speyer

Der Neue Friedhof befindet sich im „Judengärtel“ (49° 19′ 59,3″ N, 8° 25′ 41,5″ O), einer Abteilung des Neuen Friedhofs Speyer in der Wormser Landstraße, und wurde 1888 angelegt, als der Friedhof St. Klara vollständig belegt war. Im Jahre 1940 endeten die Bestattungen vorübergehend. Einzelne Bestattungen gab es in den Jahren 1965 und 1973. Auf dem Friedhof, der seit 1980 wieder belegt wird, befinden sich 257 Grabsteine. Dieses Areal ist auch in der Liste der Kulturdenkmäler in Speyer als Denkmalzone aufgeführt.